# Tóm tắt tự động
Tóm tắt tự động (tiếng Anh: Automatic summarization) là một quá trình rút ngắn đoạn văn bản bằng phần mềm, để tạo ra một tóm tắt với các điểm chính từ tài liệu gốc. Các kỹ thuật có thể tạo ra một tóm tắt mạch lạc xem xét các yếu tố như độ dài, văn phong và cú pháp học.